# 社會工作者專業委員會
社會工作者專業委員會（葡萄牙語：Conselho Profissional dos Assistentes Sociais，簡稱CPAS）是中華人民共和國澳門特別行政區根據第5/2019號法律《社會工作者專業資格制度》和第30/2019號行政法規《社會工作者專業委員會》設立的法定合議性機構，負責規範及管理澳門地區的社會工作專業資格、註冊制度與紀律監管。該委員會於2019年9月23日正式成立，由社會工作局提供秘書與行政支援。
委員會的主要職能包括：審核社會工作者的資格認可與註冊申請、舉辦專業資格考試、制定與執行職業道德守則、處理違紀案件、認可專業進修活動，以及促進與其他地區社工機構之合作與交流。其成立旨在提升社會工作專業的透明度、問責性與社會認受性。
委員會由一名主席及十名委員組成，成員來自社會工作領域、學術界及公共部門，均由社會文化司司長委任，任期為三年，可續任。

## 沿革
- 2009年5月6日，社工界成立推動社會工作者註冊制度的小組，展開前期籌備工作，為後續立法奠定基礎。[4]
- 2019年4月1日，《第5/2019號法律──社會工作者專業資格制度》於《澳門公報》刊登，並於2020年4月2日生效，正式建立專業資格認可與註冊制度。[2]
- 2019年7月，社會工作局於本年度內舉辦系列法律講解會（共6場），向社工界及公職部門介紹新制度及專業委員會職能。[5]
- 2019年9月12日，行政會通過《社會工作者專業委員會》行政法規草案，規範其組織與運作模式。[6][7]
- 2019年9月23日，依第 30/2019號行政法規刊登，社會工作者專業委員會正式成立，同年委任首屆委員。[8]
- 2020年4月2日，法律生效，制度正式運作，包括資格認可與註冊程序全面啟動。[9]